# قصر مرديكا
قصر مرديكا (بالإندونيسية: Istana Merdeka) هي واحد من ستة قصور رئاسية في إندونيسيا. يقع على الجانب الشمالي من ميدان مرديكا في وسط جاكرتا بإندونيسيا، ويستخدم كمقر رسمي لرئيس جمهورية إندونيسيا.
كان القصر مكان إقامة للحاكم العام لجزر الهند الشرقية الهولندية خلال الحقبة الاستعمارية. في عام 1949 تمت إعادة تسمية القصر باسم قصر مرديكا، ومعناه الحرية "أو" الاستقلال ".
يعد قصر مرديكا جزءًا من مجمع جاكرتا الرئاسي الذي تبلغ مساحته 6.8 هكتار (17 فدانًا)، والذي يشمل أيضًا قصر نيجارا، ويسما نيجارا (دار ضيافة الدولة)، وسكرتارية نيجارا (الأمانة العامة للدولة)، ومبنى بينا غراها. وهو مركز السلطة التنفيذية الإندونيسية.

## التاريخ

### البناء
تم بناء القصر الذي يُعرف الآن باسم قصر مرديكا في مقدمة قصر ريجسيجك (حاليًا: إستانا بيغارا) تم اعتباره غير كافٍ للأغراض الإدارية، على سبيل المثال حفلات الاستقبال والمؤتمرات الكبيرة خلال منتصف القرن التاسع عشر. في عام 1869 أعطى الحاكم العام بيتر ماير تعليمات بناء قصر جديد. تمت أعمال البناء في الحديقة الجنوبية لقصر ريجسيجك في 23 مارس 1873 خلال فترة ولاية الحاكم العام جيمس لودون.
تم تصميم قصر نيو بالاديان من قبل جاكوبوس بارثولوموس دروساير، وبني من قبل وزارة الأشغال العامة وشركة متعاقدة بتكلفة 360,000 هولندي همدي ذهبي. تم بناء المبنى الجديد في الجزء الجنوبي من أراضي قصر ريجسيجك، ويواجه مباشرة كونينغسبلين (الآن ساحة مرديكا).
تم الانتهاء من بناء القصر في عام 1879 خلال فترة ولاية الحاكم العام يوهان فيلهلم فان لانزبرغ. أعطى القصر الجديد الاسم الرسمي («قصر الحاكم العام»)، المقر الرسمي للحاكم العام لجزر الهند الشرقية الهولندية وعائلته.
كان الحاكم العام يوهان فيلهلم فان لانزبرغ (1875-1881) أول من سكن في المبنى. كان الحاكم العام تجاردا فان ستاركينبورغ ستاتشوير (1936-1942) آخر حاكم هولندي عام يقيم في القصر.

### الاحتلال الياباني
أثناء الاحتلال الياباني لإندونيسيا (1942-1945) كان سايكو شيكيكان (قائد الجيش) للحامية اليابانية يقيم في مجمع قصر ريجويجك. أقام ثلاثة قادة يابانيين في قصر مرديكا.

### ما بعد الاستقلال
انتهت الثورة الوطنية الإندونيسية (1945-1949) باعتراف هولندا بجمهورية إندونيسيا. تم إعلان إعلان الاستقلال الإندونيسي عن الهولنديين عام 1949 في قصر جامبير. خلال الحفل تم استبدال العلم الهولندي بعلم إندونيسيا. كان الكثير من المتفرجين يفرحون عندما رفع العلم، وصاحوا «مرديكا! (الحرية!)». منذ تلك اللحظة أصبح قصر جامبير يعرف باسم قصر مرديكا. كان توني لوفينك المفوض السامي للتاج الهولندي آخر رجل يمثل القوة الهولندية لمغادرة القصر. تم تغيير اسم القصر رسميًا إلى إستانا مرديكا (قصر الاستقلال) في 28 ديسمبر 1949 في الساعة 17.55.
في 27 ديسمبر 1949 أي بعد يوم من الاحتفال، وصل الرئيس سوكارنو وعائلته من يوجياكارتا. لأول مرة استقر رئيس جمهورية إندونيسيا في قصر مرديكا. أقيم حفل يوم الاستقلال السنوي الأول في قصر مرديكا في عام 1950.

## تطور قصر مرديكا

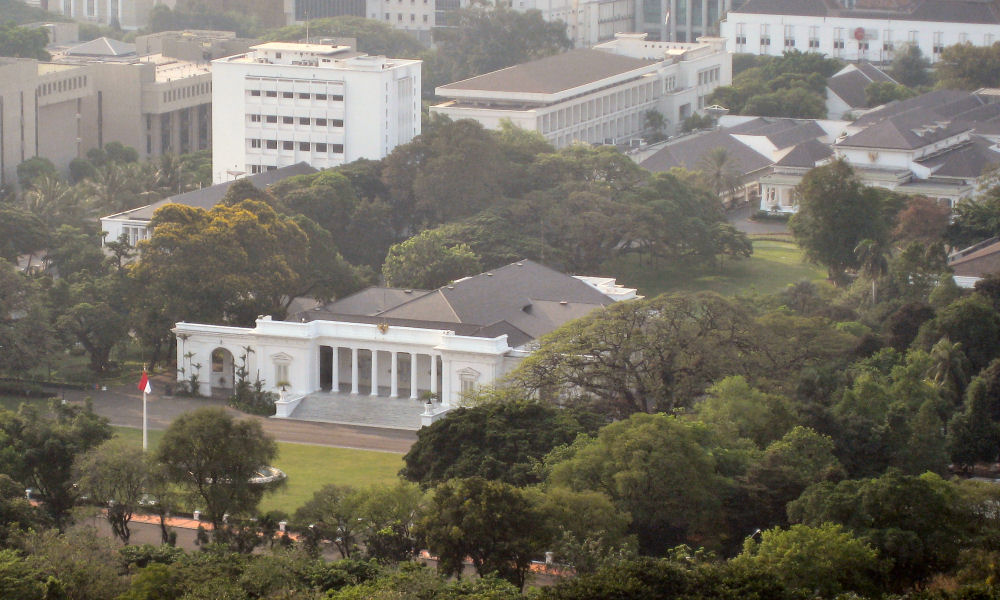
صورة جوية لمجمع القصر

لم يتغير المبنى منذ أن تم الانتهاء من البناء في عام 1879. بعد الاستقلال الإندونيسي تم توسيع مجمع قصر مرديكا ليشمل ليس فقط قصر الدولة، ولكن أيضًا لتشييد ويسما بيغارا وغيرها من المرافق. تم هدم العديد من المباني والمساكن الاستعمارية في منطقة ويلتفيردين لإفساح المجال أمام قصر الدولة اليوم.
تم استخدام شرفة صغيرة مثمنة تقع في فناء القصر كمدرسة خاصة لأطفال سوكارنو وموظفي القصر. سبق استخدام هذا الكازبو من قبل المسؤولين الاستعماريين الهولنديين كأكشاك الموسيقى، حيث لعبت عروض موسيقية خلال الكرات الرسمية.
عندما أصبح سوهارتو رئيسًا لإندونيسيا، قام بإجراء تغييرات على الوظيفة السكنية السابقة للقصر. تم تحويل غرفة نوم سوكارنو إلى روانغ بنديرا بوساكا، وأصبحت غرفة زوجة سوكارنو هي غرفة نوم الرئيس. تم هدم مبنى خشبي قديم في مجمع القصر المعروف باسم «سانجار» لإفساح المجال أمام مبنى بوري بهاكتي ريناتاما، واستخدم كمتحف لتخزين القطع الأثرية والأعمال الفنية والهدايا من المبعوثين الأجانب. في وقت لاحق بنى أيضًا مبنى بينا غراها على أرض القصر، والذي استخدمه الرئيس كمكتب له.
عندما تولت ميجاواتي منصبها، تم تحويل مبنى بوري بهاكتي ريناتاما إلى مكتب الرئيس، بينما انتقلت محتوياته إلى مبنى بينا غراها. استعادت أيضا الأثاث والديكورات من القصر مرة أخرى على النحو الذي كان عليه تحت حكم سوكارنو. تمت إزالة أثاث جيبارا من مكتب سوهارتو للنحت الخشبي.